# Віденська конвенція про консульські зносини
Ві́денська конве́нція про ко́нсульські зно́сини — юридично обов'язкова для держав-учасниць міжнародна угода, яка визначає рамки для консульських відносин між суверенними державами шляхом кодифікації численних консульських практик, що випливають з національних звичаїв та різних двосторонніх угод між державами. Документ визначає та формулює функції, права та імунітети, надані консульським посадовим особам та їхнім установам (генеральне консульство, консульство, віцеконсульство, консульське агентство тощо), а також права та обов'язки «держав перебування» (де розташоване консульство) та «держав, що направляють» (яку представляє консул).